# گرگ لهی
گرِگ لِهِی (به انگلیسی: Greg Lehey) یکی از توسعه‌دهندگان فری‌بی‌اس‌دی بود که سابقه عضویت در تیم مرکزی فری‌بی‌اس‌دی را هم دارد. لهی در استرالیا متولد شد. تحصیلات اولیه را در مالزی و انگلیس به اتمام رساند. سپس در رشته شیمی در دانشگاه هامبورگ تحصیل کرد و سپس در رشته مهندسی شیمی در دانشگاه دانشگاه اکستر انگلستان تحصیلات خود را ادامه داد. سپس جذب علوم رایانه شد و دانشگاه را رها کرد و شروع به کار با کامپیوترها کرد. او بیشتر زندگی حرفه‌ای خود را در آلمان سپری کرد و در آنجا برای شرکت‌هایی نظیر Univac و Tandem، آژانس تحقیقات فضایی آلمان و ... به کار پرداخت. در سال ۱۹۸۹ به جنبش نرم‌افزارهای آزاد پیوست. گرگ همچنین یکی از توسعه دهندگان پروژه نت‌بی‌اس‌دی است و در گذشته مشارکت‌هایی هم در توسعه هسته لینوکس داشته است. گرگ در طی سالهای ۲۰۰۰ تا  ۲۰۰۴ از اعضای تیم هسته فری‌بی‌اس‌دی بود. از جمله مهمترین تالیفات او می‌توان به Porting UNIX Software و کتاب The Complete FreeBSD اشاره کرد. گرگ در سال ۲۰۰۷ از پروژه فری‌بی‌اس‌دی بازنشسته شد اما همچنان در جامعه کاربری فری‌بی‌اس‌دی حضوری فعال دارد. او یکی از توسعه‌دهندگان اصلی هسته سیستم‌عامل فری‌بی‌اس‌دی بود.